# Ganciclovir

Ganciclovir.

El ganciclovir es un antiviral utilizado para el tratamiento de las infecciones causadas por citomegalovirus, especialmente para las retinitis causadas por este tipo de virus en pacientes inmunodeprimidos como los enfermos de VIH/SIDA y las neumonías causadas por estos virus en pacientes que han recibido un trasplante.
Es un análogo del nucleosido 2’ desoxiguanosina, la cual funciona como un inhibidor competitivo con la desoxiguanosin trifosfato (dGTP) utilizada por la ADN polimerasa de los virus para su replicación, evitando dicho proceso.
Entre los efectos adversos que presenta, se enlistan la granulocitopenia, neutropenia, trombopenia, anemia, fiebre, náuseas, vómito, dispepsia, diarrea, anorexia e incrementos de los niveles de creatinina y urea en sangre. Recientemente, se han realizado estudios sobre su toxicidad, encontrándose que es un importante agente teratogénico y mutagénico, además de que es un inhibidor de la espermatogénesis.
Su vía de administración es por únicamente por vía intravenosa, por lo cual se han investigado nuevos antivirales con absorción y vía de administración más sencillas como el valganciclovir.
En la actualidad se investiga ampliamente el uso de ganciclovir en viroterapia. El sistema más utilizado es el integrado por el gen de la Timidina Kinasa (TK) del virus del herpes simple (HSV-TK). La TK es una enzima inofensiva para las células de mamífero, pero es capaz de convertir al ganciclovir en una sustancia bioactiva (ganciclovir fosforilado) que inhibe la incorporación de dGTP por la ADN polimerasa no solamente en las células infectadas por el virus del Herpes sino también en las células vecinas (efecto "bystander"), activando la apoptosis.
- Datos: Q417640
- Multimedia: Ganciclovir / Q417640